# Pontrieux
Pontrieux är en kommun i departementet Côtes-d'Armor i regionen Bretagne i nordvästra Frankrike. Kommunen ligger i kantonen Pontrieux som tillhör arrondissementet Guingamp. År 2022 hade Pontrieux 1 004 invånare.

## Befolkningsutveckling
Antalet invånare i kommunen Pontrieux
Referens:INSEE

## Galleri

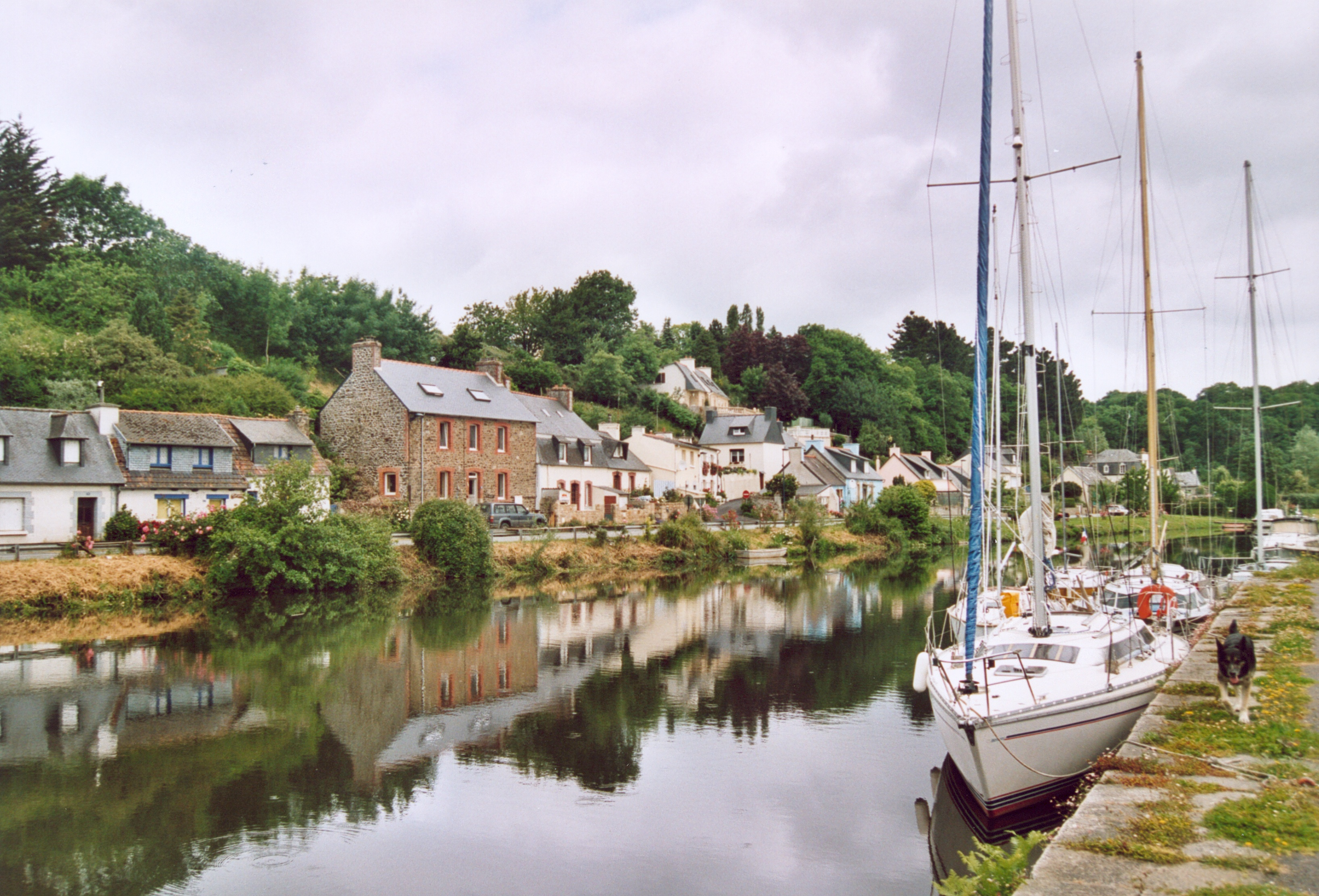
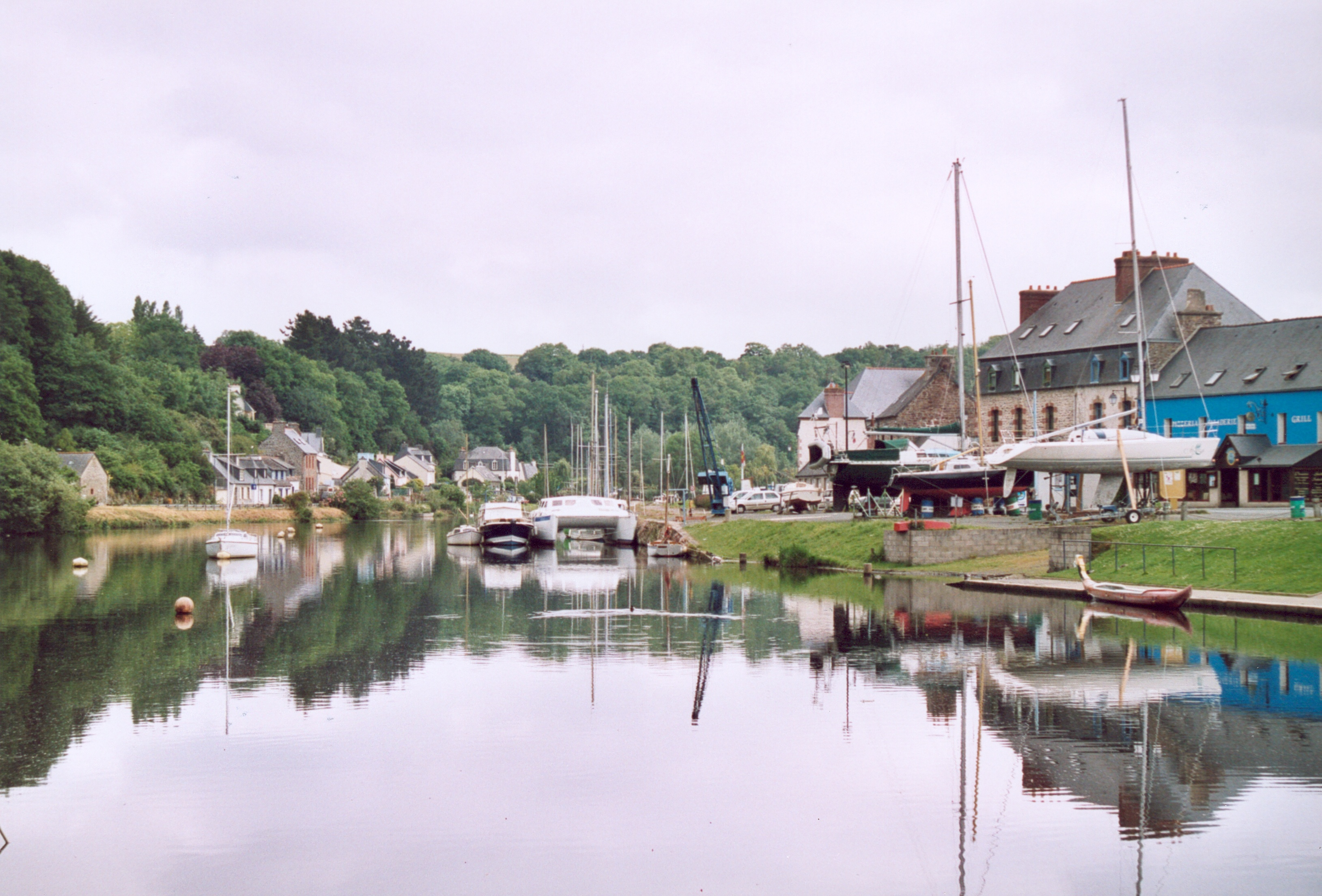
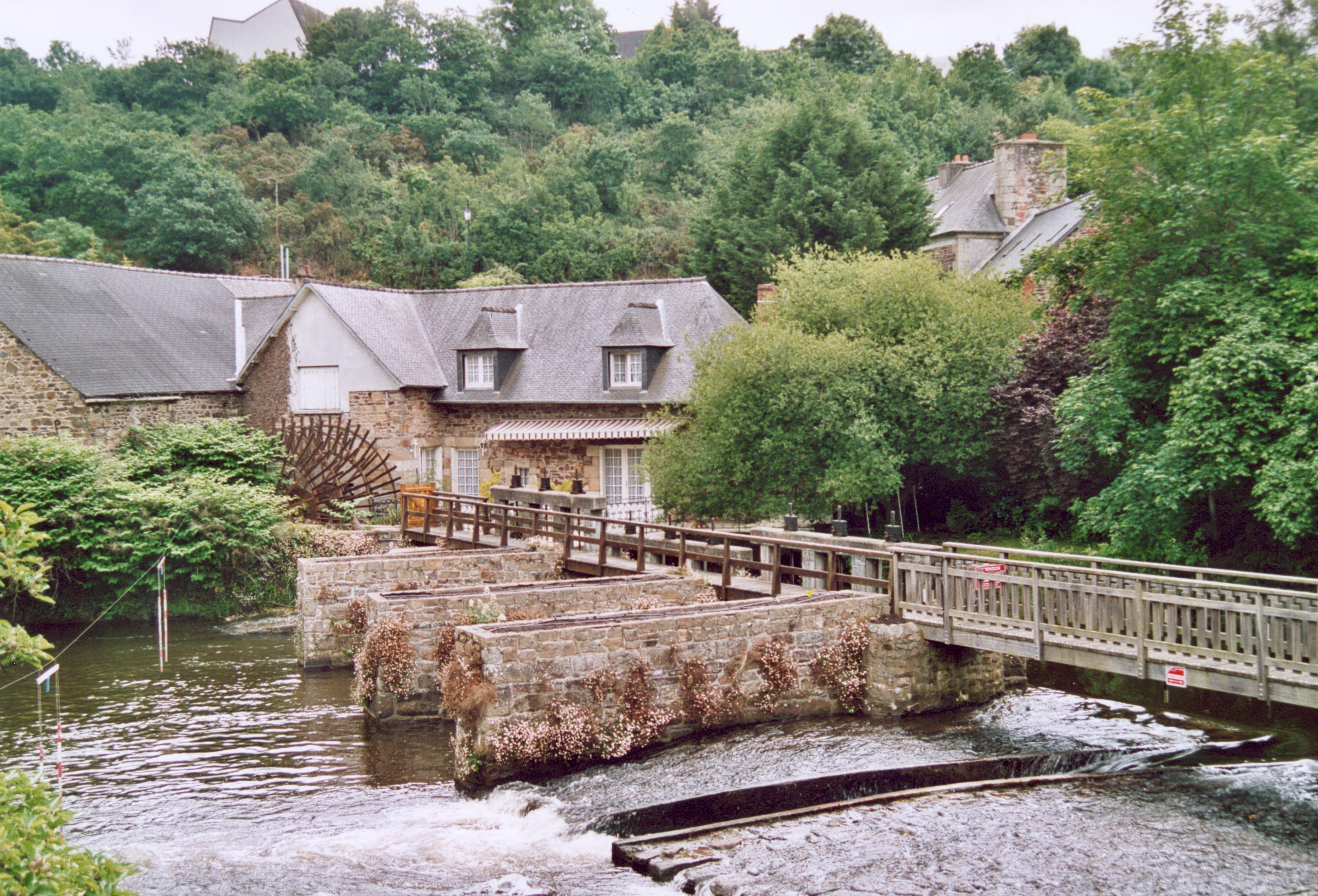
Kvarnmiljö
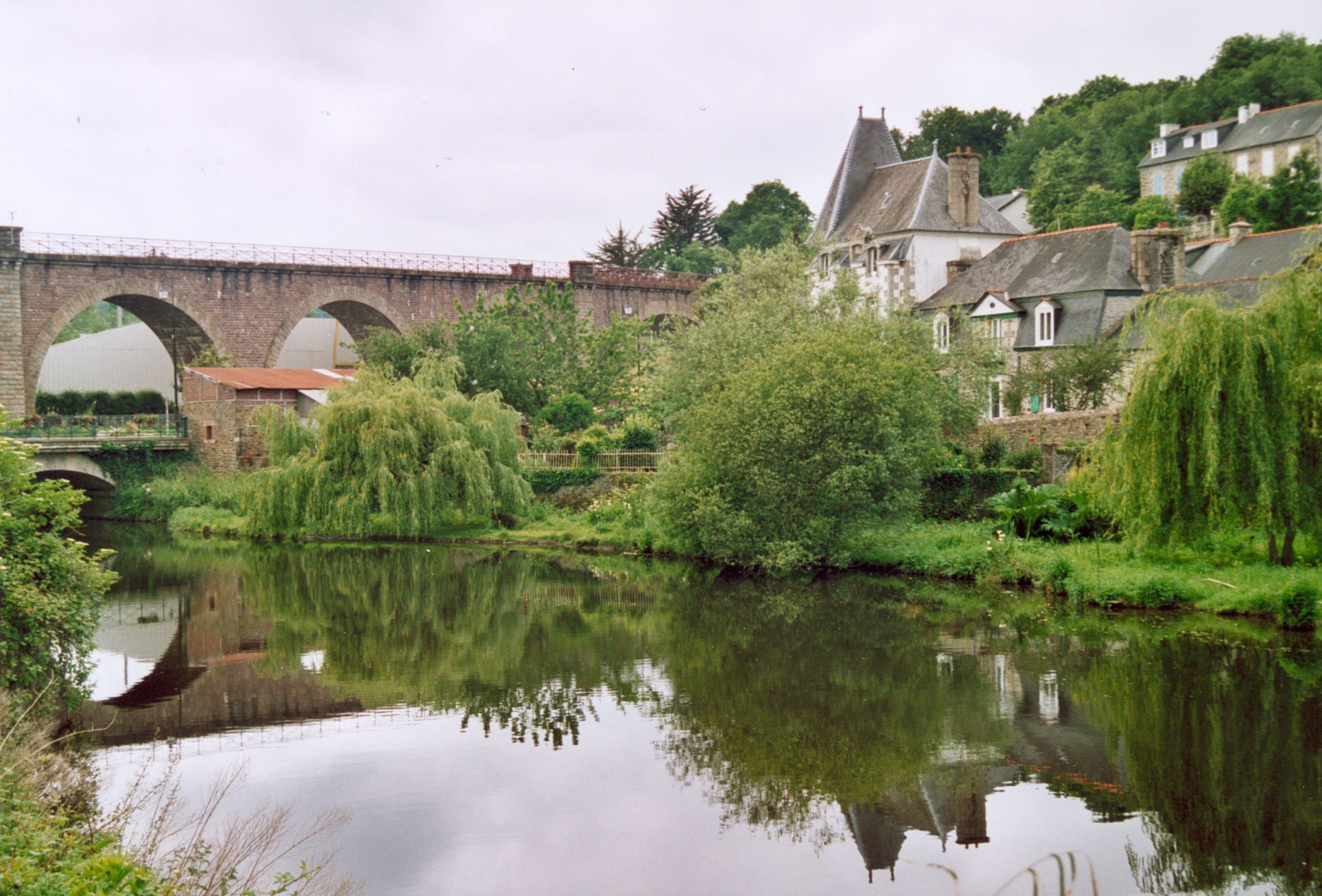
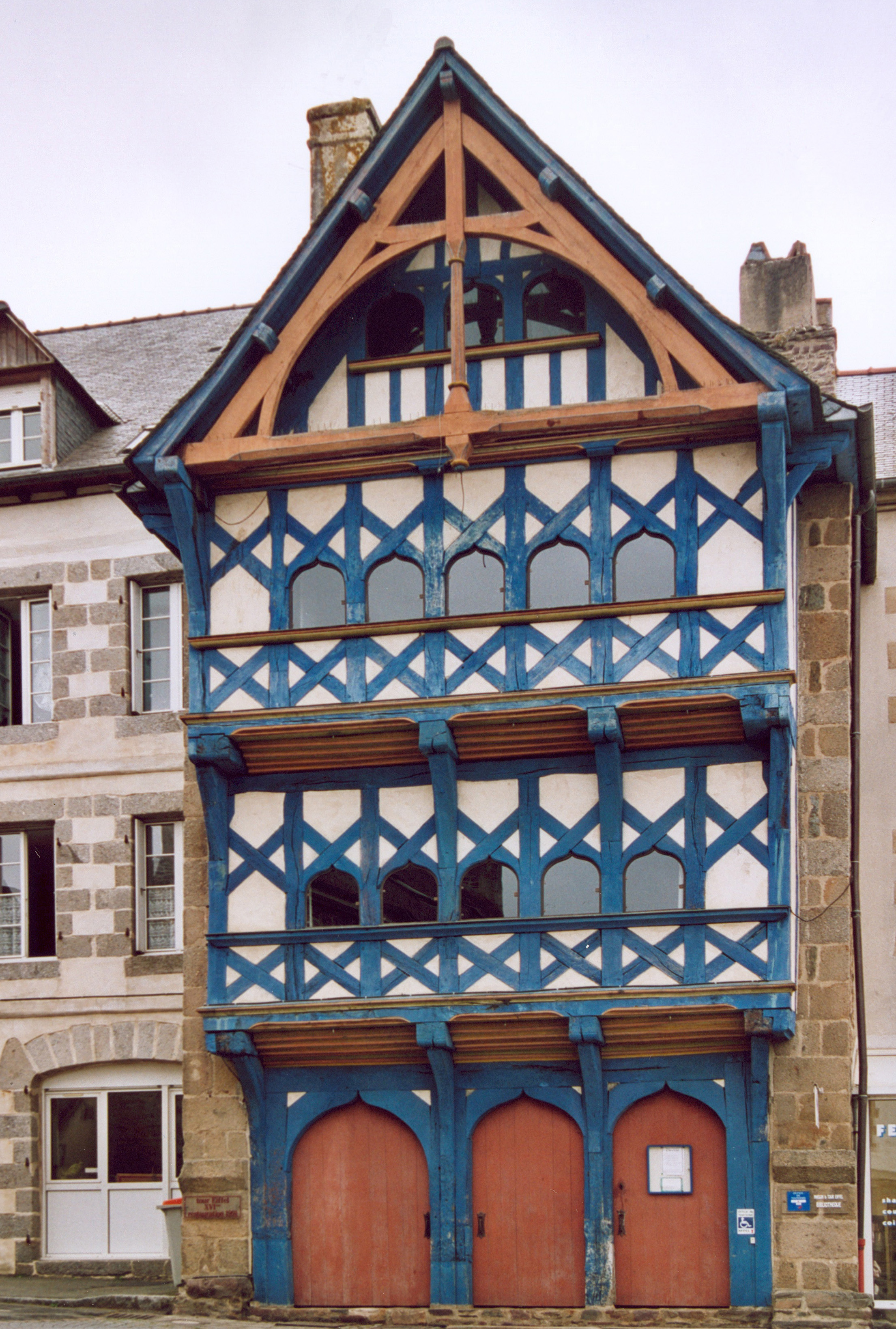